# Cinema spagnolo
Il cinema spagnolo fa riferimento a tutte le opere audiovisive prodotte nello stato omonimo.

## Il cinema delle origini
Fra i più antichi filmati girati da operatori francesi si ricorda Barcellona. Panorama del porto (1897). 
Uscita dalla messa delle 12 nella Chiesa del Pilar di Saragozza è, invece, considerata come la prima pellicola redatta da un cineasta spagnolo, tale Jimeno Correas. 
Fructuós Gelaber dirige Rissa in un caffè. Il cortometraggio, da come si deduce dal titolo, è un breve spezzone che tratta di una disputa, risolta in modo poi pacifico. Anticipa, in un certo verso, il cinema narrativo che si svilupperà in seguito. 
Segundo de Chomón è ritenuto essere il pioniere del cinema spagnolo. I suoi film, accostabili allo stile di Georges Méliès, sperimentano spesso nuove tecniche, fra cui lo stop motion. Proprio per le sue doti innovative, è fra i curatori degli effetti speciali di Cabiria, colossal italiano diretto da Giovanni Pastrone.
Verso l'inizio del primo decennio del Novecento, nascono le prime case di produzioni ispaniche. Centro culturale è Barcellona che, con la Films Barcelona, getta le basi del cosiddetto studio system. I generi più in voga sono lo storico e le trasposizioni letterarie. 

## Gli anni delle Guerre Mondiali: dal cinema di avanguardia a quello di propaganda

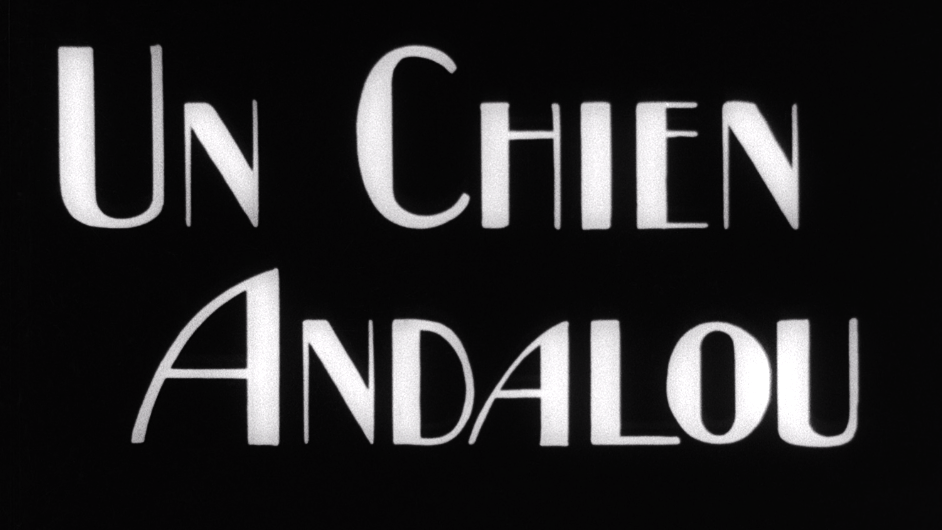
Titoli di testa di Un cane andaluso

I Misteri di Barcellona è tra i primi serial girati in Spagna, durante il primo conflitto mondiale. Il successo è tale da scaturire poi altri progetti simili. 
Lo scrittore Vicente Blasco Ibáñez dirige Sangue e arena, tratto dal suo omonimo romanzo. Nel 1922 Fred Niblo ne realizza un remake.
Madrid si converte alla settima arte. Si costruiscono numerosi teatri di posa; nascono, inoltre, case di produzione. In questi anni, vengono redatte pellicole che ricalcano la zarzuela. Raquel Meller è tra le dive del nuovo genere in voga. 
Nel 1928, Ernesto Giménez Caballero e Luis Buñuel fondano nella capitale il primo cine-club. 
L'anno seguente, il pittore Salvador Dalí e Luis Buñuel realizzano Un cane andaluso, riprendendo il pensiero della corrente Generazione del '27. Il cortometraggio è fra le opere di avanguardia più importanti di sempre. 
Francisco Elías Riquelme, collaboratore di David Wark Griffith, dirige il primo film sonoro spagnolo: Il mistero della Puerta del Sol (1929). 
Il fragile cinema iberico deve affrontare la guerra civile. I repubblicani si dedicano principalmente a documentari oppure reportage. I franchisti, col tempo, adoperano la settima arte come strumento di propaganda. La società Cifesa di Siviglia è la più importante in merito al sostegno audiovisivo della futura dittatura. 
Alla fine degli anni Trenta, con l'introduzione del Dipartimento Nazionale della Cinematografia, tutti i servizi di informazione e di cultura dipendono unicamente dal Ministero dell'Interno, guidato da Ramón Serrano Súñer. Nascono due organismi censori: la Commissione della Censura Cinematografica e la Giunta Superiore. Per evitare la morte, alcuni cineasti contrari al totalitarismo decidono di fuggire all'estero. Fra i più conosciuti, si ricorda Luis Buñuel e lo sceneggiatore Jorge Semprún.
Col nuovo regime, viene imposto l'obbligo di doppiaggio in castigliano di tutti i film in uscita nel territorio nazionale. Si mettono in mostra nuovi registi pro-caudillo: Ignacio F. Iquino, Rafael Gil, José Luis Sáenz de Heredia (celebre per Raza (1942) con copione scritto dallo stesso Franco) e, soprattutto, Edgar Neville.

## Gli anni '50 e '60: primi successi internazionali e la nascita deIl Nuovo Cinema Spagnolo

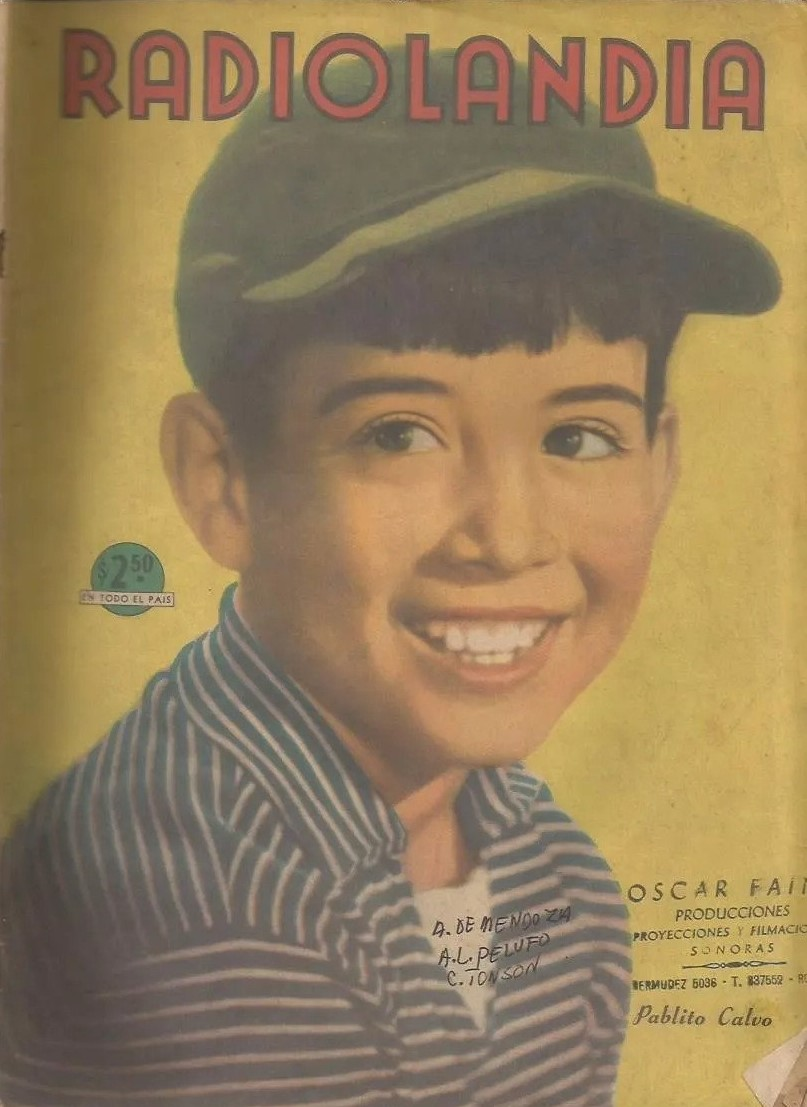
Pablito Calvo in una rivista dell'epoca

Influenzati dal neorealismo italiano, Luis García Berlanga e Juan Antonio Bardem realizzano Quella coppia felice (1951). I due cineasti sono ricordati anche per aver gettato le basi alla cosiddetta "commedia realista". Fondamentale esempio da citare è il cult Benvenuto, Mister Marshall!, velata pellicola che ironizza sulla dittatura castigliana ma anche ai mancati aiuti del piano Marshall. È tra i primi lungometraggi ispanici a ottenere premi internazionali. 
Tra i successori di questo genere neonato: Marco Ferreri e Rafael Azcona,  una coppia che, successivamente, lavorerà anche in Italia.
A metà degli anni '50, con il successo di Marcellino pane e vino, emergono nuove piccole star enfant prodige: Joselito e Pablito Calvo sono i volti più celebri. Il primo film spagnolo candidato per l'Oscar al miglior film straniero fu, nel 1959, Ho giurato di ucciderti, diretto dal regista Juan Antonio Bardem.
È durante i primi anni '60 che si ipotizza la nascita del Nuovo Cinema Spagnolo (abbreviato anche in NCE). Ispirati dalla nouvelle vague, i membri del gruppo, vicino al pensiero di sinistra, offrono prodotti nuovi, volti a una critica sociale raffinata. Tra i partecipanti, si ricordano: Mario Camus, Miguel Picazo, Jorge Grau e, soprattutto, Carlos Saura. Il suo La caccia è tra i lungometraggi più celebri della NCE, una metafora allegorica sugli orrori della guerra civile. È il primo regista iberico, inoltre, a essersi aggiudicato l'Orso d'argento per il miglior regista a Berlino. Altre pellicole di risonanza da ricordare: La ballata del boia (contro la pena di morte) e Lo strano viaggio (riflessione sul mondo rurale spagnolo in chiave esperpento). 
Nel mentre si afferma il cinema d'autore, in Spagna si producono anche film commerciali, a basso budget. Oltre a innumerevoli titoli appartenenti agli spaghetti western, vanno menzionati anche film di genere horror, di cui Jess Franco è, probabilmente, l'autore più celebre.

## La transizione
Gli anni '70 vedono l'emergere di nuovi registi con uno stile sempre più originale e personale. Víctor Erice realizza la sua opera prima, Lo spirito dell'alveare, una favola nera ambientata nell'entroterra spagnolo. Narciso Ibáñez Serrador, reduce dagli ottimi successi televisivi, si cimenta con Ma come si può uccidere un bambino?, un horror di denuncia sociale, fra le pellicole più controverse iberiche. Carlos Saura, invece, dirige Cría cuervos, riflessione sugli ultimi anni del franchismo. Allo stesso tempo, prende vita il ciclo comico-erotico di Alfredo Landa, che, successivamente, sarà protagonista anche di numerose pellicole d'essai. 
In piena transizione spagnola viene abolita la commissione censura. È il ritorno alla libertà di pensiero e di opinione.

## Ritorno alla democrazia

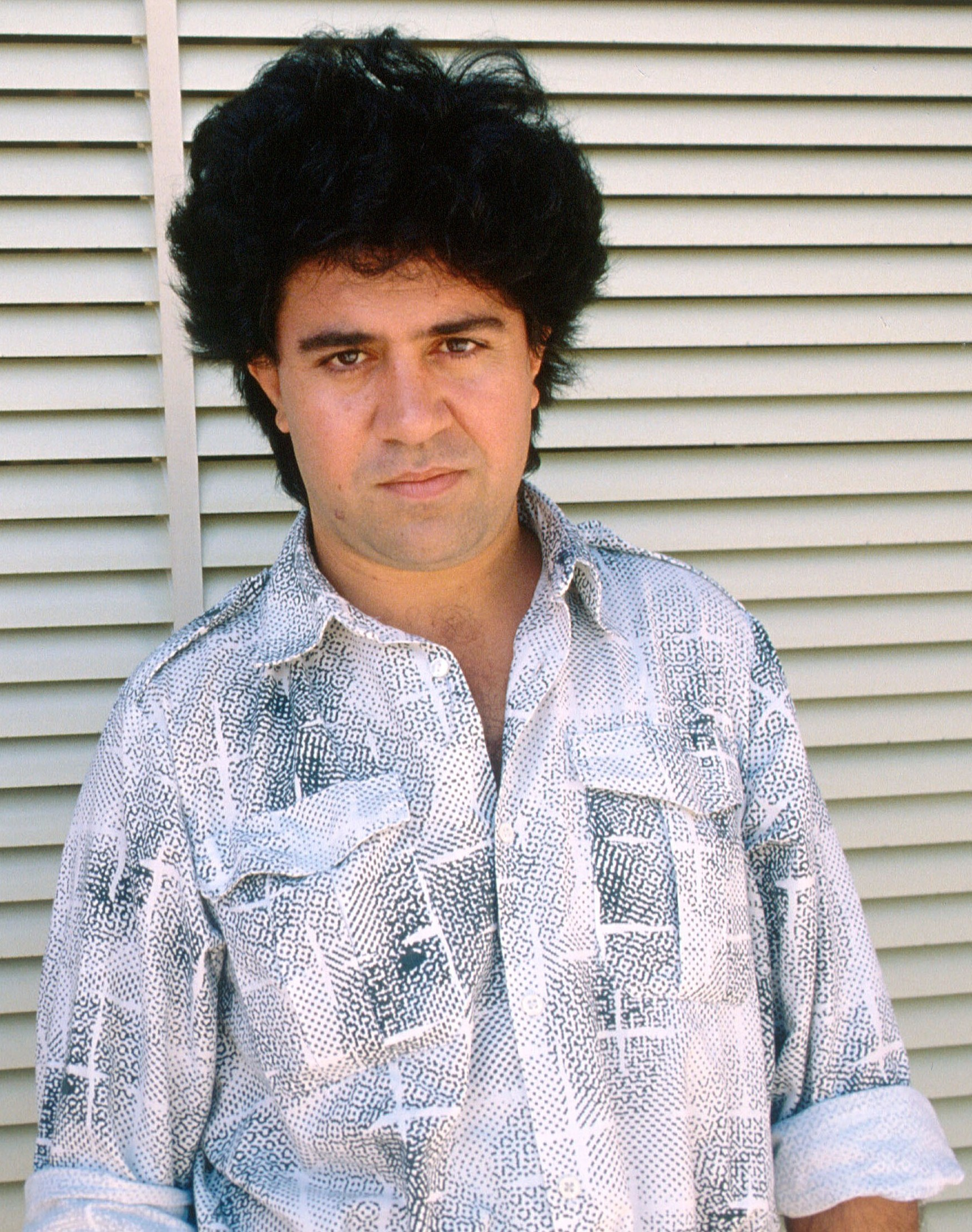
Il premio Oscar Pedro Almodóvar

Durante gli inizi della democrazia si assiste alla comparsa di una serie di film che rivendicano il diritto di libertà sessuale. Eloy de la Iglesia è probabilmente il cineasta più famoso, uno tra i primi a toccare il concetto di omosessualità, caratterizzato da uno stile pulp senza peli sulla lingua. Pedro Almodóvar rimarca lo stesso soggetto, in tono più comico e grottesco. Bigas Luna, definito il poeta dell'erotismo, ricerca il tema della sessualità, sottolineando maggiormente la perversione umana.
Nel 1983 il primo film spagnolo a vincere l'Oscar al miglior film straniero fu Volver a empezar del regista José Luis Garci.
Nasce il Premio Goya, il riconoscimento più importante nel territorio ispanico.

## Verso l'inizio del Millennio
Gli anni Novanta sono il periodo più aureo per la Spagna. 
Almodovar ottiene successo mediatico con Donne sull'orlo di una crisi di nervi. Fra gli attori feticci lanciati dal cineasta si ricorda Antonio Banderas e Carmen Maura, future star internazionali. 
Bigas Luna vince il Leone d'argento al Festival di Venezia. La sua trilogia iberica apre una carriera mondiale a Penélope Cruz e Javier Bardem. 
Nel 1994 Fernando Trueba ottiene l'Oscar per Belle Époque. Sei anni più tardi, è Almodovar a conquistarlo nuovamente. 
Si afferma anche il cinema di genere. Álex de la Iglesia redige Il giorno della bestia, e nel 1996 Alejandro Amenábar, ha diretto Tesis, uno dei più grandi successi dell'horror spagnolo con Ana Torrent. mentre Alejandro Amenábar realizza il campione di incassi Apri gli occhi.
Ottenne il successo di critica e di pubblico con la commedia surrealista "Il Miracolo Di P. Tinto" (1998), l'anno successivo, nel 1999, vinse alla Spagna l'Oscar come miglior film internazionale per Tutto Su Mia Madre (1999) di Pedro Almodóvar.

## Il Duemila
Nel 2004 Amenabar ottiene il premio Oscar con Mare dentro, uno tra i primi lungometraggi ad approfondire puntigliosamente il tema delicato dell'eutanasia. È attualmente la pellicola con più premi Goya vinti (14 statuette su 15 candidature).
Nel 2007 esce nelle sale REC che, insieme a Paranormal Activity, apre la scia verso un nuovo tipo di genere di film dell'orrore.
La Spagna ottiene numerosi riscontri di pubblico ultimamente con film di genere thriller. Fra le pellicole più famose, si ricorda: La isla mínima, La vendetta di un uomo tranquillo e la produzione Netflix Il buco.